# 新疆生产建设兵团第七师奎东农场
新疆生产建设兵团第七师奎东农场是中华人民共和国新疆生产建设兵团第七师下辖的一个农场。2004年2月15日，兵团建筑工程师八团（工八团）整体划归农七师，名称为“兵团九建和农七师奎东农场”。2013年4月4日，一三七团所属泉沟分场整体划归工八团；同年7月5日，一三一团红山园艺场整体移交奎东农场，工八团改制后使用“奎东农场”名称。

## 行政区划
新疆生产建设兵团第七师奎东农场下辖以下单位：
场部、一连、二连、三连、泉沟分场和园艺分场。